# Rocanville n.º 151
Rocanville n.º 151 es un municipio rural canadiense situado en la provincia de Saskatchewan.

## Superficie
Rocanville n.º 151 tiene una superficie de 748,04 km².

## Demografía
En 2021, tenía 544 habitantes, una densidad poblacional de 0,7 hab./km², y 227 viviendas.